# ハチミツ (アルバム)
『ハチミツ』は、日本のロックバンド・スピッツの通算6作目のオリジナル・アルバム。1995年9月20日にポリドールより発売された。現行盤はユニバーサルミュージックから発売・販売されている。
本項では2014年に配信限定シングルとしてリリースされた『愛のことば -2014mix-』についても解説する。

## 制作背景
1993年の『Crispy!』以降3枚目となる笹路正徳との共同プロデュース作で、前作『空の飛び方』に引き続き、宮島哲博がエンジニアを手掛けている。バンドにとって初のトップ10入りシングルとなったミリオンセラー「ロビンソン」と、それに並行する形で100万枚近くを売り上げたシングル曲「涙がキラリ☆」を含む全11曲を収録。
アルバムの制作にあたり笹路は、フロントマンの草野マサムネ以外のメンバーに対しても新作のために自作曲を用意するよう促した。結局草野の単独作のみでアルバムは構成されているものの、当初はベーシストの田村明浩が初めて書いた楽曲も収録される予定であった。
2007年に刊行されたバンドの回顧録『旅の途中』の中で、草野は本作のクオリティについて、制作に苦慮した次作『インディゴ地平線』と対比する形で「満足のいく」出来映えであったと述べている。

## リリース・アートワーク
ジャケットの被写体は、当時、森永乳業の「サンキストゼリー」のコマーシャルに出演していた守屋綾子である。彼女の名は、CM出演時の役にちなんで歌詞カードにはミドルネームに“melon”とクレジットされている。守屋の顔は全ての写真において隠されているが、初回盤限定で付けられた三方背BOXケース及び表題曲のミュージック・ビデオでは顔を確認することができる。
本作は、バンドが2000年代以降のリリースで常に重用しているエンジニアのスティーヴン・マーカッセンによってリマスタリングが施され、1990年代に発表された他の全てのスタジオ・アルバムと同時に、2002年10月16日に再発売された。このデジタル・リマスター盤はオリジナルの通常盤のデザインを踏襲しており、音楽評論家の能地祐子による寄稿文が印刷された1枚の紙がスリーブ・ノーツに封入されている。

## 作品への評価と反応

### チャート成績、音楽賞
商業的な成功を収めた2つのリード・シングルに引き続く形で、『ハチミツ』は発売後ただちにオリコンの週間アルバムランキングで首位を獲得した。本作はスピッツにとって初めてチャートで1位を記録した作品であり、100位以内に合計およそ1年間残り続けた。 発売時期の関係からオリコンの年間ランキングでは集計分が2年にばらけたが、1995年から96年の足掛け2年に渡ってベストセラーの上位50枚以内にエントリーしている。160万枚以上の出荷により、このアルバムは1997年4月に日本レコード協会によってクワドラプル・プラチナに認定された。実際にはチャート上でより多くの枚数を売り上げており、バンドにとっては本作が2014年時点で最も売れたオリジナル・アルバムとなっている。
1995年の大晦日に発表された第37回レコード大賞では、優秀作品賞を受賞したシングル「ロビンソン」と共に、本作がアルバム部門に選出された。
2006年4月28日時点で推定累積売上枚数169万410枚を記録。

### 文化的な影響
羽海野チカが2000年代初頭に発表した漫画『ハチミツとクローバー』のタイトルは、本作とスガシカオのアルバム『Clover』（1997年発表）が並んであるのを見た作者の経験に由来している。2005年にフジテレビ系列でこの漫画のアニメ版が放映された際には、「ハチミツ」が第1期第1話、「Y」が第1期第14話の挿入歌として使用されている。

## チャート成績
シングル、アルバム通して自身初の初登場1位を獲得した。また、累計枚数は約170万枚を売り上げ、オリジナルアルバムでは自身最大のヒット作となっている。

## 収録曲
| 全作詞・作曲: 草野正宗、全編曲: 笹路正徳 & スピッツ。 |                          |          |            |      |
| #                                                     | タイトル                 | 作詞     | 作曲・編曲 | 時間 |
| 1.                                                    | 「ハチミツ」             | 草野正宗 | 草野正宗   | 3:06 |
| 2.                                                    | 「涙がキラリ☆」          | 草野正宗 | 草野正宗   | 3:59 |
| 3.                                                    | 「歩き出せ、クローバー」 | 草野正宗 | 草野正宗   | 4:26 |
| 4.                                                    | 「ルナルナ」             | 草野正宗 | 草野正宗   | 3:40 |
| 5.                                                    | 「愛のことば」           | 草野正宗 | 草野正宗   | 4:22 |
| 6.                                                    | 「トンガリ'95」          | 草野正宗 | 草野正宗   | 3:05 |
| 7.                                                    | 「あじさい通り」         | 草野正宗 | 草野正宗   | 5:14 |
| 8.                                                    | 「ロビンソン」           | 草野正宗 | 草野正宗   | 4:20 |
| 9.                                                    | 「Y」                    | 草野正宗 | 草野正宗   | 4:25 |
| 10.                                                   | 「グラスホッパー」       | 草野正宗 | 草野正宗   | 3:31 |
| 11.                                                   | 「君と暮らせたら」       | 草野正宗 | 草野正宗   | 3:17 |
| 合計時間:                                             | 合計時間:                | 43:25    |            |      |

### 楽曲解説
- ▲印は2005年放映のフジテレビ系アニメ『ハチミツとクローバー』の挿入歌に起用された曲を示す。

1. ハチミツ ▲
今作の表題曲。ミュージック・ビデオが制作されており、本アルバムのジャケットの被写体である守屋綾子も出演している。
2. 涙がキラリ☆
12thシングル。
3. 歩き出せ、クローバー
このアルバムで唯一、レコーディングで草野がギターを弾いている。
4. ルナルナ
12thシングル『涙がキラリ☆』カップリング曲。
5. 愛のことば
ミュージック・ビデオが制作されている。
6. トンガリ'95
激しいディストーションの効いたギターが印象的なパンクナンバー。草野は本作を｢うちのバンドのテーマ曲｣とも表現している。
7. あじさい通り
8. ロビンソン
11thシングル。
9. Y ▲
フジテレビ系ドラマ『白線流し』の挿入歌にも起用された。
10. グラスホッパー
この曲のタイトルは、のちにスピッツ専属事務所の名前に採用された。
11. 君と暮らせたら

## 参加ミュージシャン
- 草野マサムネ：Vocals, Guitar Phrase on Introduction (3)
- 三輪テツヤ：Guitars, Electric Sitar
- 田村明浩：Bass Guitars
- 﨑山龍男：Drum Set, Snares, Cymbals, Shaker, Tambourine
- 笹路正徳：Keyboards, Synthesizers, Vibraphone, Xylophone, Tambourine, Claves, Soulful Rhythm Guitars (5)
- 清岡太郎、松本治、中川英二郎：Trombone
- 野田祐介：Clarinet
- 脇岡総一：Oboe
- 石橋雅一：English Horn
- 岡本正之、徳久英樹：Fagotto
- 篠崎ストリングス：Strings
- 坂井利依子：Backing Vocals (6)
- 横山剛：Computer Programming

## アナログ盤
- Spitz Analog Disc Collection Vol.2として1997年2月2日にリリースされた。
- グリーン・クリア・ビニール仕様。
- やまだないとによるオリジナルコミックが収録されている。

Side A
1. トンガリ'95
2. 歩き出せ、クローバー
3. ロビンソン
4. ルナルナ
5. あじさい通り

Side B
1. Y
2. 愛のことば
3. ハチミツ
4. 涙がキラリ☆
5. グラスホッパー
6. 君と暮らせたら

## 配信限定シングル『愛のことば -2014mix-』
本作の収録曲「愛のことば」のリミックスバージョン「愛のことば -2014mix-」が、2014年7月15日に通算39枚目のシングルとして配信限定で発売された。
「愛のことば -2014mix-」は2014年にフジテレビ系ドラマ『あすなろ三三七拍子』の主題歌として使用された。7月15日に配信限定シングルとして発売された。本作について全国ツアー中に同ドラマの企画担当者から「主題歌にしたい」という直筆の手紙による依頼を受け、メンバー全員で快諾。これにより、同ドラマのためにリミックスバージョンが制作された。
リミックスは高山徹によって2014年5月に行なわれた。
2017年に発売のシングル・コレクション『CYCLE HIT 2006-2017 Spitz Complete Single Collection』にて初CD化となった（『あすなろ三三七拍子』のミュージックボックスには収録されていた）。

### 収録内容
| #         | タイトル                 | 作詞・作曲 | リミックス | 時間 |
| --------- | ------------------------ | ---------- | ---------- | ---- |
| 1.        | 「愛のことば -2014mix-」 | 草野正宗   | 高山徹     | 4:24 |
| 合計時間: | 合計時間:                | 合計時間:  | 合計時間:  | 4:24 |

## カバー
シングル収録曲については、各項目を参照
ハチミツ
- 赤い公園 - トリビュート・アルバム『JUST LIKE HONEY 〜『ハチミツ』20th Anniversary Tribute〜』に収録

歩き出せ、クローバー
- NICO Touches the Walls - トリビュート・アルバム『JUST LIKE HONEY 〜『ハチミツ』20th Anniversary Tribute〜』に収録

ルナルナ
- 鬼龍院翔（ゴールデンボンバー） - トリビュート・アルバム『JUST LIKE HONEY 〜『ハチミツ』20th Anniversary Tribute〜』に収録

愛のことば
- indigo la End - トリビュート・アルバム『JUST LIKE HONEY 〜『ハチミツ』20th Anniversary Tribute〜』に収録

トンガリ'95
- LAMP IN TERREN - トリビュート・アルバム『JUST LIKE HONEY 〜『ハチミツ』20th Anniversary Tribute〜』に収録

あじさい通り
- クリープハイプ - トリビュート・アルバム『JUST LIKE HONEY 〜『ハチミツ』20th Anniversary Tribute〜』に収録

Y
- GOING UNDER GROUND - トリビュート・アルバム『一期一会 Sweets for my SPITZ』に収録
- GOOD ON THE REEL - トリビュート・アルバム『JUST LIKE HONEY 〜『ハチミツ』20th Anniversary Tribute〜』に収録

グラスホッパー
- ASIAN KUNG-FU GENERATION - トリビュート・アルバム『JUST LIKE HONEY 〜『ハチミツ』20th Anniversary Tribute〜』に収録

君と暮らせたら
- 初恋の嵐 feat. 曽我部恵一 - トリビュート・アルバム『JUST LIKE HONEY 〜『ハチミツ』20th Anniversary Tribute〜』に収録